# Ольшаное (Черниговская область)
Ольша́ное (укр. Вільшане) — село в Сосницком районе Черниговской области Украины. Население 454 человек. Занимает площадь 3,51 км².
Код КОАТУУ: 7424986001. Почтовый индекс: 16130. Телефонный код: +380 4655.

## Власть
Орган местного самоуправления — Ольшановский сельский совет. Почтовый адрес: 16130, Черниговская обл., Сосницкий р-н, с. Ольшаное, ул. Грушевского, 16а.